# Broad Haven
Broad Haven är en by i Pembrokeshire i Wales. Byn är belägen 137,3 km 
från Cardiff. Orten har 881 invånare (2016).